# Allium webbii
Allium webbii — вид квіткових рослин з підродини цибулевих (Allioideae). Ендемік Туреччини.